# Hartjärnen (Vänjans socken, Dalarna)
Hartjärnen är en sjö i Mora kommun i Dalarna och ingår i Dalälvens huvudavrinningsområde.